# Саях (деревня)
Саях — деревня в Сармановском районе Татарстана. Входит в состав Чукмарлинского сельского поселения.

## География
Находится в восточной части Татарстана на расстоянии приблизительно 7 км на запад по прямой от районного центра села Сарманово у речки Иганя.

## История
Основана в конце 1920-х годов.

## Население
Постоянных жителей было: в 1938 году — 196, в 1949—152, в 1958—122, в 1970 — 87, в 1979 — 59, в 1989 — 17, 7 в 2002 году (татары 100 %), 7 в 2010.